# هانس کربس
هانس کربس (به آلمانی: Hans Krebs) (۴ مارس ۱۸۹۸ – ۲ مه ۱۹۴۵) یک نظامی بلندپایه آلمانی در دوره رایش سوم بود که ریاست ستاد یگان‌های مختلف و برای مدت کوتاهی ریاست ستاد کل نیروی زمینی آلمان را در طول جنگ جهانی دوم بر عهده داشت.
ترفیع درجات:
- ۱۸ ژوئن ۱۹۱۵: ستوان دوم
- تابستان ۱۹۲۵ : ستوان یکم
- ۱ اکتبر ۱۹۳۱: سروان
- ۱ ژانویه ۱۹۳۶: سرگرد
- ۱ فوریه ۱۹۳۹: سرهنگ دوم
- ۱ اکتبر ۱۹۴۰: سرهنگ
- ۱ فوریه ۱۹۴۲: سرتیپ
- ۱ آوریل ۱۹۴۳: سرلشکر
- ۱ اوت ۱۹۴۴: سپهبد (ژنرال پیاده‌نظام)